# 이브로쉐 (기업)
이브로쉐(Yves Rocher)는 프랑스의 화장품 회사로, 1959년 이브 로셰가 설립하였다. 본사는 렌에 위치한다.